# Libellula axilena
Libellula axilena is een libellensoort uit de familie van de korenbouten (Libellulidae), onderorde echte libellen (Anisoptera).
De wetenschappelijke naam Libellula axilena is voor het eerst geldig gepubliceerd in 1837 door Westwood.